# Abadia do Bosque
A  Abadia do Bosque  ou Abbaye-aux-Bois em francês foi uma comunidade religiosa de mulheres existente em Paris, na comuna de Sèvres.

## História
Em 1667 o convento das Dix-Vertus, fundado em 1640, passou a chamar-se Abadia do Bosque. Esta construção foi demolida em 1907.
Serviu de cárcere durante a Revolução Francesa. Restituído mais tarde ao seu destino primitivo, ofereceu um asilo pacifico às damas do Grande-mundo. A senhora Juliette Récamier foi ali residir em 1814. Foi ai que Alphonse de Lamartine leu as suas primeiras Meditações; que Victor Hugo, apenas saído dos bancos da escola, foi sagrado poeta de génio por François-René de Chateaubriand.